# Persiana

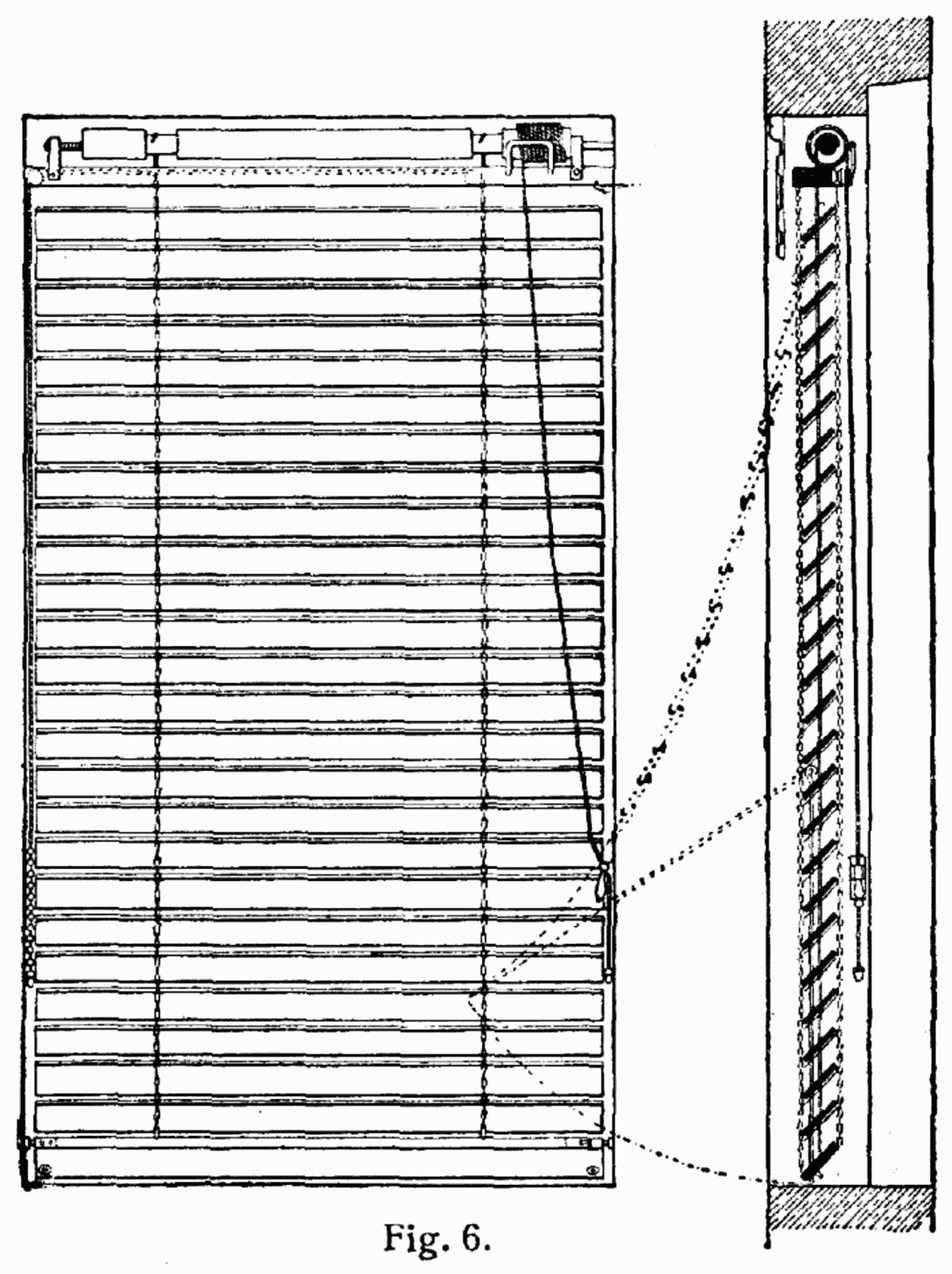
Esquema de una persiana veneciana

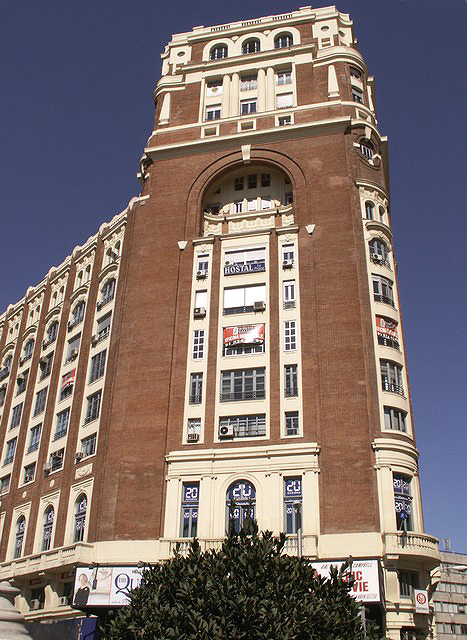
Persianas enrollables en el Palacio de la Prensa de Madrid, se pueden observar las persianas enrollables en el exterior de algunas de las ventanas, cubriendo estas con láminas blancas.

Una persiana es un elemento mecánico que se coloca en el exterior o interior de un balcón o ventana para regular el paso de la luz y el control de la intimidad. Las persianas pueden fabricarse de diferentes materiales si bien el plástico PVC y el aluminio son los más populares por su ligereza y resistencia al deterioro. La persiana presenta un doble movimiento de apertura y cierre que se manifiesta por lo general en una acción de subida y bajada. El sistema más habitual consiste en enrollarla para recogerla en un tambor superior y desenrollarla para desplegarla. Para ello, la persiana se compone de listones que se pliegan o enrollan en el caso de las persianas enrollables. 

## Etimología
El origen de la palabra "persiana", viene del francés persienne, que, al igual que en español, significa habitante de Persia, a raíz de que en el siglo XVIII se decía que éstas provenían precisamente de esa región. En la antigüedad, su función era cubierta por los postigos.

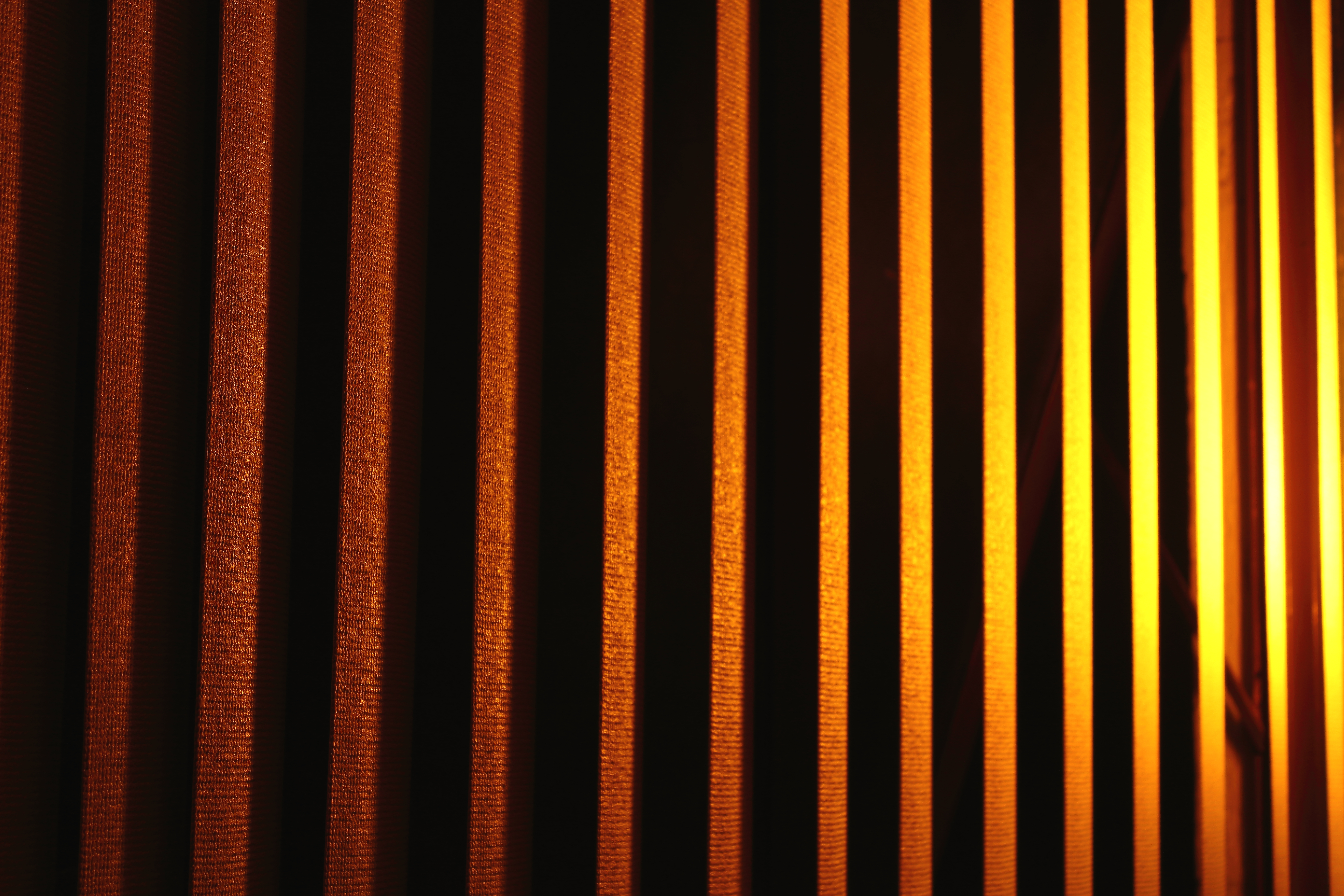
Luz en la persiana.

Las primeras persianas venecianas fueron introducidas por Hunter Douglas sobre 1946.

## Componentes

### Mecanismos de accionamiento

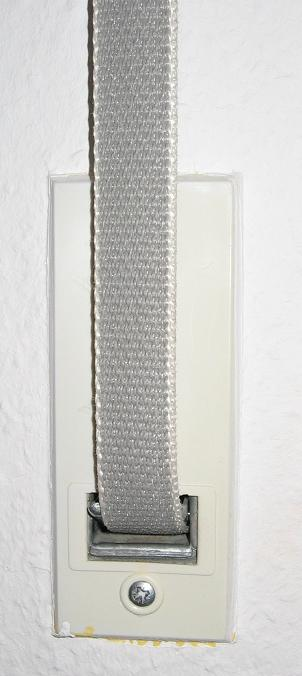
Cinta para persiana

Los mecanismos más habituales para mover una persiana son:
- Mediante motor eléctrico y un control domótico.
- Mediante una cinta o escalerilla que se recoge en una polea inferior (con un muelle interno) y otra superior, en la cual la fuerza la realiza el peso de la persiana. Es el sistema más habitual. Puede estar motorizado en el cajetín inferior.
- Mediante manivela. Mucho más lento que la cinta, la manivela acciona un torno que va recogiendo un cable, el cual pasa dentro de un tubo que se encuentra empotrado en la pared, de esta manera se realiza una fuerza menor que con la cinta. Este sistema permite accionar persianas de mayor peso, si bien, cuando este es excesivo, entonces es necesario un motor.
- Mediante cuerda que enrolla la persiana por su centro y se ata en un lateral de la ventana.

## Puente térmico y sonoro
Las persianas exteriores (especialmente los cajones de las persianas enrollables), son grandes puentes térmicos y sonoros, que facilitan la entrada del frío, calor y ruido a la vivienda, por lo que resulta necesario usar cajones o láminas aislantes.

## Tipos
Los grandes tipos son las exteriores y las interiores a la ventana. 
Las exteriores tienen la ventaja de que protegen el cristal cuando llueve, evitando así el tener que limpiarlo . Como desventaja se encuentra que son puentes térmicos, por  lo que  necesitan aislarse o a veces suelen sustituirse por contraventanas.
Aparte de estos dos grandes tipos de persianas, se distinguen las siguientes clases:
- Enrollable
- Veneciana
- Vertical
- Romana
- Celular
- Plisada
- Panel
- Doble enrollable
- Sheer Elegance
- Shangri-La
- Lojas

### Enrollables

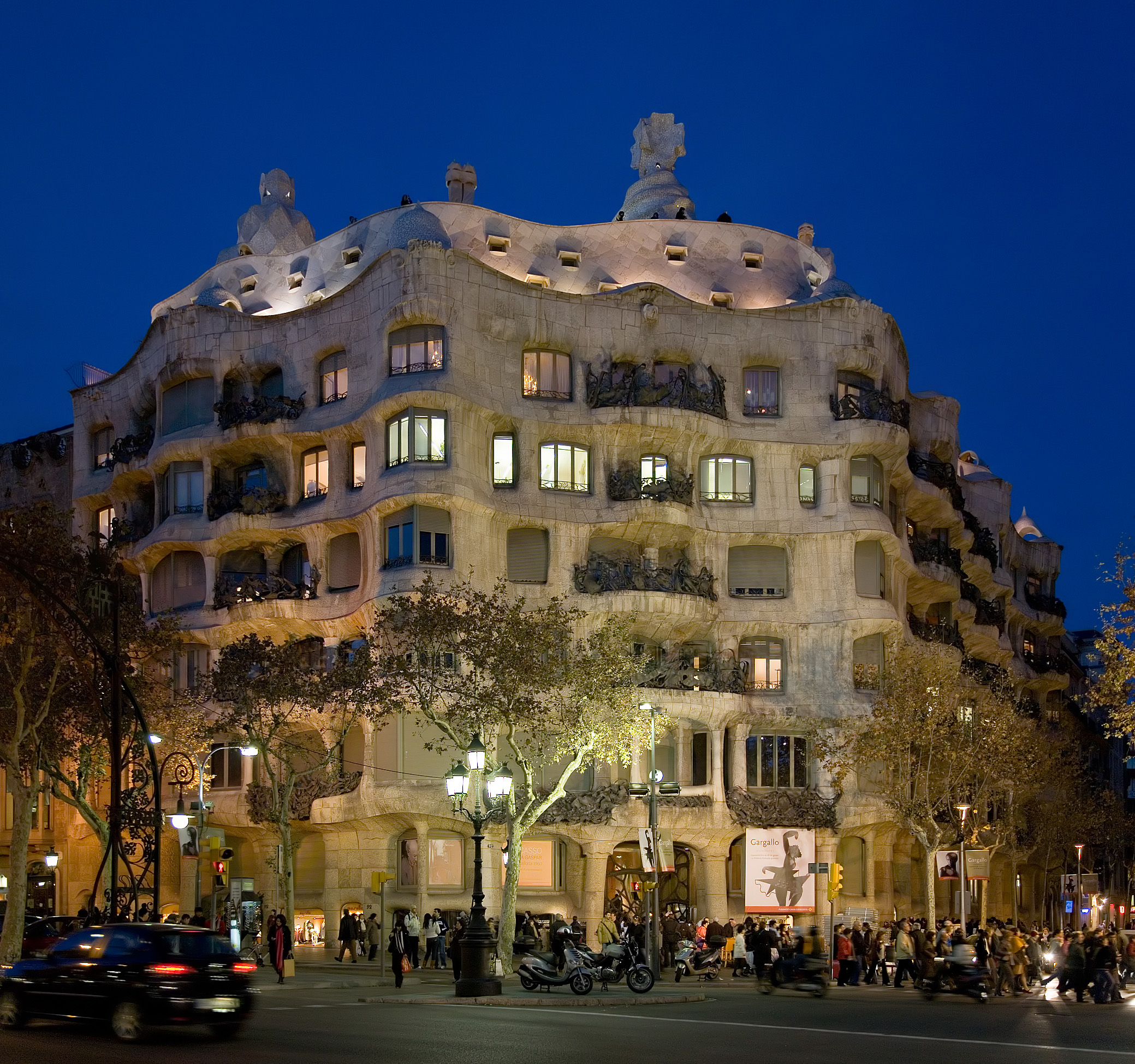
Persianas enrollables en la Casa Milà (La Pedrera) de Barcelona.

Son las más comunes, su principal ventaja, aparte de impedir totalmente el paso de la luz, consiste en el aislamiento de las ventanas del exterior, tanto de las inclemencias del tiempo, como añadiendo una cámara de aire extra que amortigua la contaminación sonora del exterior. Además, una vez que se suben dejan la ventana completamente despejada. Los materiales empleados para las laminas son:
- PVC. Son huecas y menos resistentes a las inclemencias. Instaladas en fachadas muy soleadas, se deforman por la acción del calor.
- Aluminio que, a su vez puede ser:
  - Térmicas o laminado. Rellenas de un material aislante. Son ligeras y soportan muy bien las inclemencias ambientales.
  - De seguridad o de extrusión. Son macizas. Se emplean en ventanas o puertas con fácil acceso desde el exterior, para proporcionar seguridad. Al ser macizas, su peso es considerable y, generalmente, requieren de un motor para su accionamiento. Además, estas persianas de seguridad pueden ser autoblocantes, en las que, por la forma que tienen los engarces entre láminas, resulta imposible, una vez que están bajadas, accionarlas desde el exterior con palanquetas u otro objeto con el que se pretenda forzar.
- De madera. Permiten el paso del aire y a la vez ejercen un aislamiento mucho mejor que las de aluminio térmico, ya que no necesitan la rotura del puente térmico.

### Veneciana

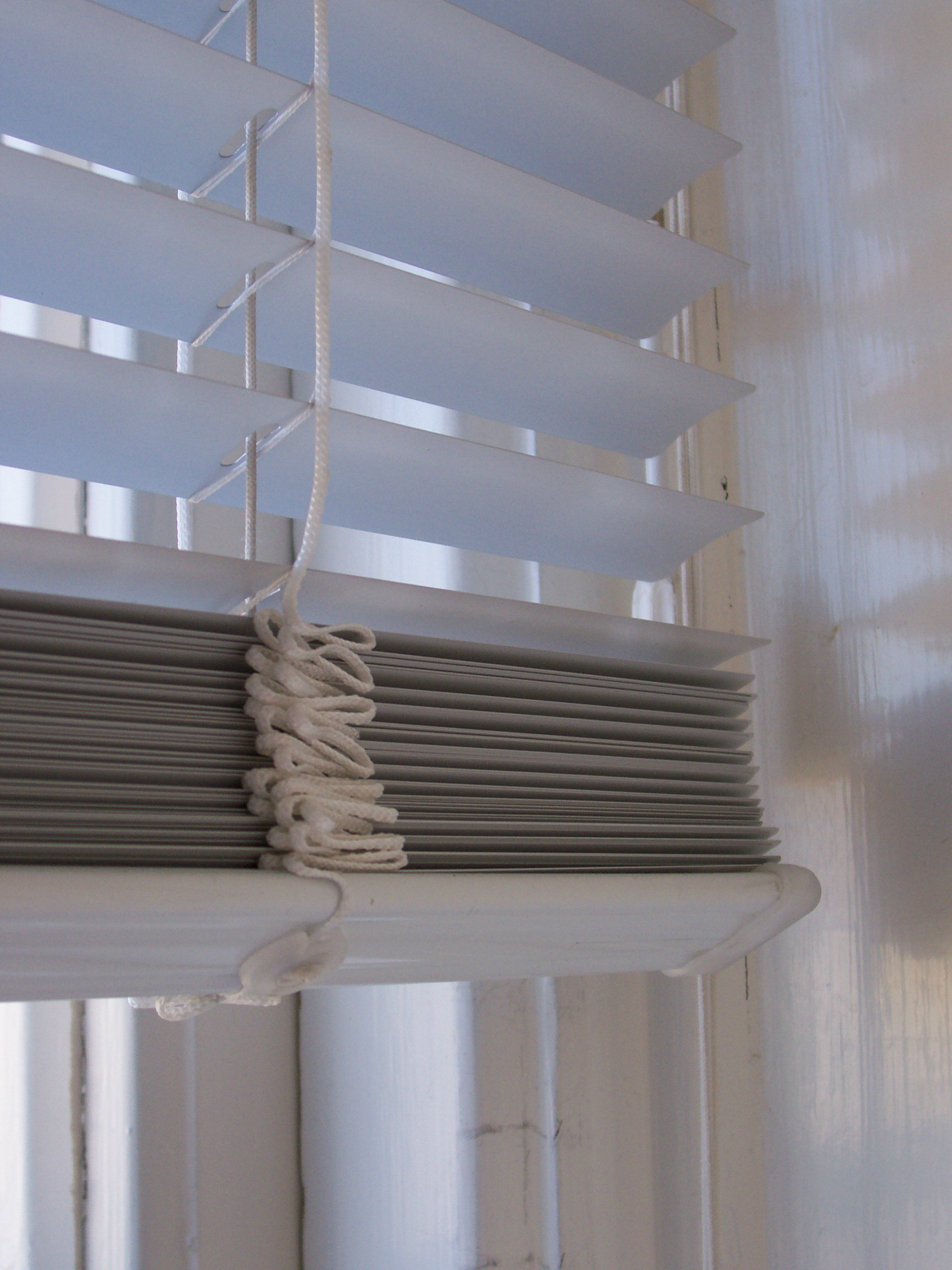
Persiana veneciana

Están compuestas de láminas de distintos materiales como madera, aluminio, plástico, pvc... dispuestas en forma horizontal. Según la inclinación que demos a las láminas nos permite regular el paso de luz. En la veneciana de aluminio los fabricantes realizan una pequeña curvatura a la lámina para aumentar su resistencia. Es muy utilizada en decoración, bien sola u ocupando el lugar del visillo.
Son las más extendidas en países de Europa Central. Su principal ventaja es una mejor regulación de la cantidad de luz que entra en la habitación aunque sin poder eliminar por completo el paso de esta. También son consideradas como el mejor tipo para funciones de regulación de la temperatura de la habitación, ya que se logra el paso deseado de luz, mientras se refleja hacia el exterior el resto, y permitiendo el paso de una corriente de aire sin dificultad a través de ella. En cualquier caso, el uso de un toldo exterior que cubra la ventana, es mucho más eficiente para evitar elevadas temperaturas en el interior de la habitación y obtener un aire fresco a la entrada de la ventana. El otro método efectivo consiste en la creación de una corriente de aire que una diferentes fachadas del edificio, entre una zona soleada y otra a la sombra, de tal manera que en la cara soleada el aire asciende aspirando el aire del interior de la casa, hueco ocupado por el aire fresco de la fachada a la sombra, efecto sumado al paso de una corriente de aire para una correcta disminución de la sensación térmica.

### Vertical

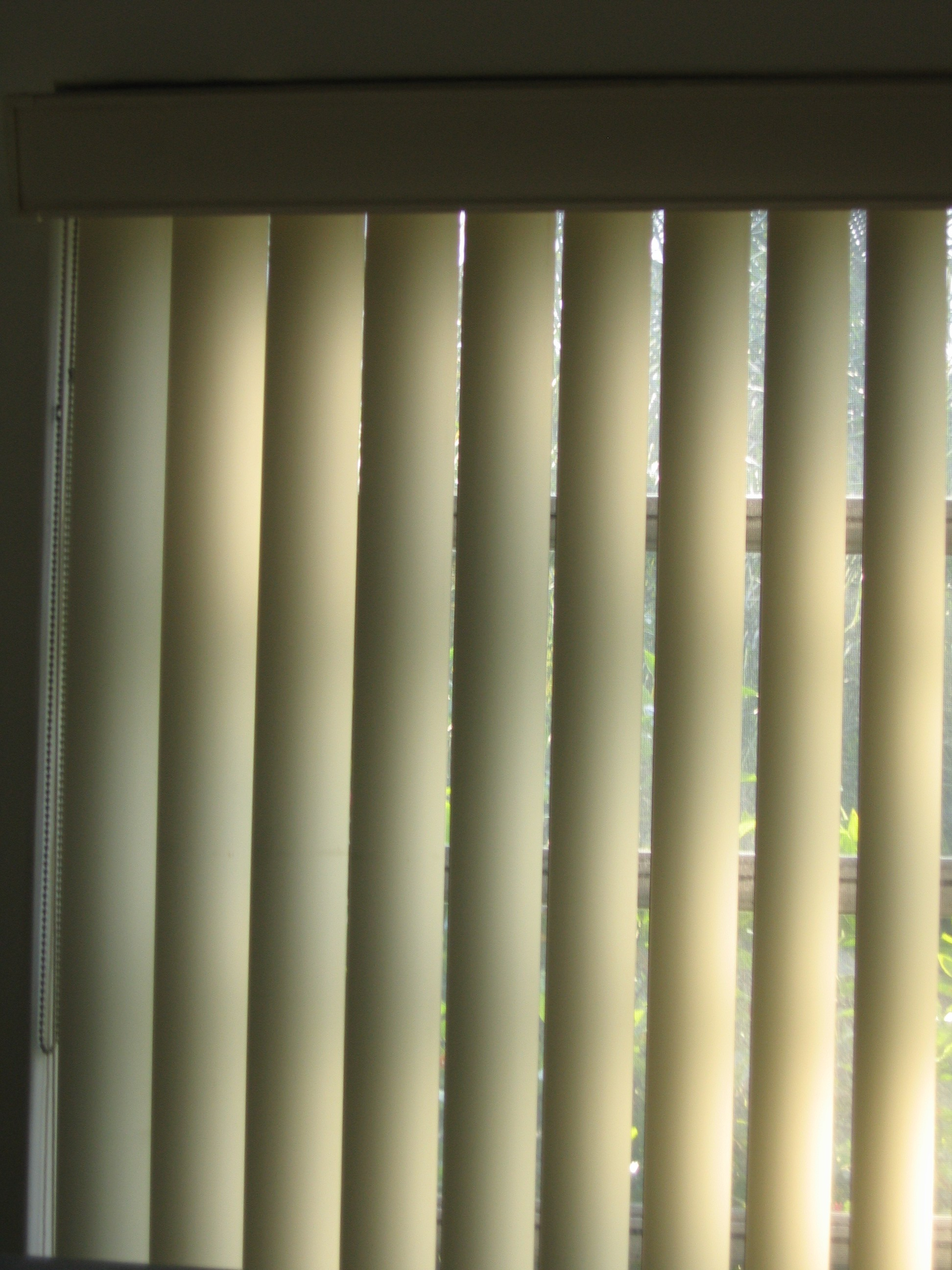
Persiana de tablillas verticales.

Su función es muy similar al de una cortina, sin ventajas para la climatización, reduciendo la luminosidad con un mecanismo sencillo.

### Romana
Como las enrollables pueden bloquear totalmente el paso de la luz, pudiendo proteger la ventana de las inclemencias del tiempo, aunque no llegan a ser tan robustas como estas, teniendo problemas a largo plazo en sus junturas y problemas para el giro, y de polvo en las guías en el caso de las horizontales, lo que acaba con la degradación de la persiana. Como ventaja sobre las de rodillos, el menor espacio que requieren, al no necesitar de un cajón donde enrollar los listones. En algún caso, para las verticales, pueden llegar a tener el mismo problema que las ventanas de guillotina, que fueron prohibidas en algunos países (en Inglaterra siguen en uso) por el número de muertes que provocaban.

### Panel
Las persianas panel, también conocidas cómo panel japonés consisten en varios paneles de tela que se deslizan a lo largo de un riel. Se utilizan en ventanales grandes, tanto como en puertas corredizas. Tienen la capacidad de apilarse completamente fuera de la puerta o ventana cuando están en posición abierta.

### Sheer Elegance
Las persianas Sheer Elegance integran las ventajas de las cortinas enrollables y las venecianas. Pueden filtrar el sol y combinar el control de la luz de una persiana horizontal. Al subir la persiana, los paneles sólidos y transparentes se cruzan, creando una variación de luz y oscuridad.

### Shangri-La
La persiana Shangri-La consiste en tres capas de tejido y se puede cerrar y abrir como la persiana veneciana. La ventaja es que aunque estén completamente abiertas, todavía se puede mantener la intimidad en el espacio. 

### Lojas
Las persianas Lojas consisten en verticales forradas de tela. Esta persiana para ventanas de gran tamaño brinda un toque distinguido y funcional al regular el paso de la luz natural sin perder la protección de los rayos solares.

## Galería de imágenes
Imágenes de persianas venecianas y sus partes:

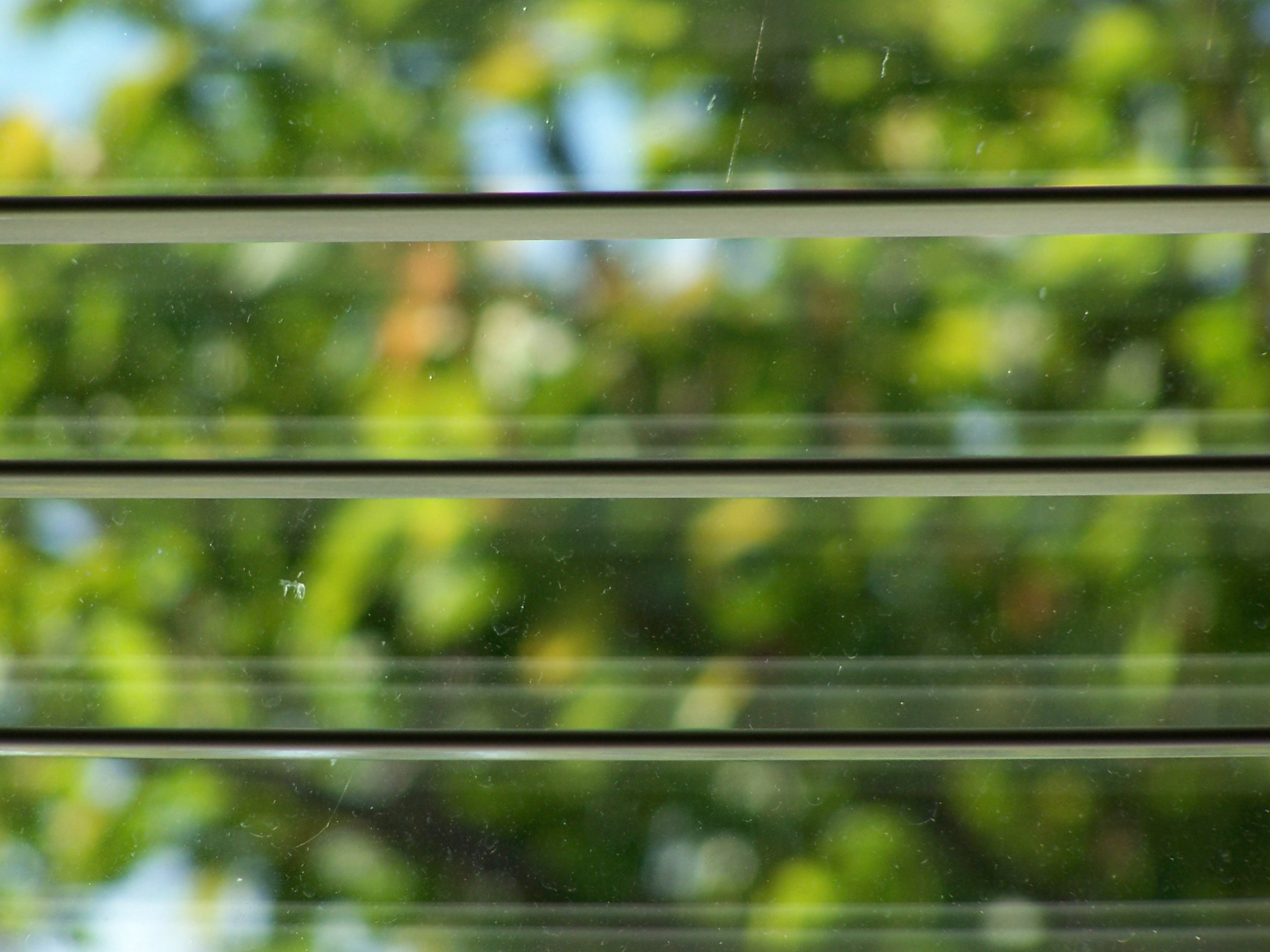
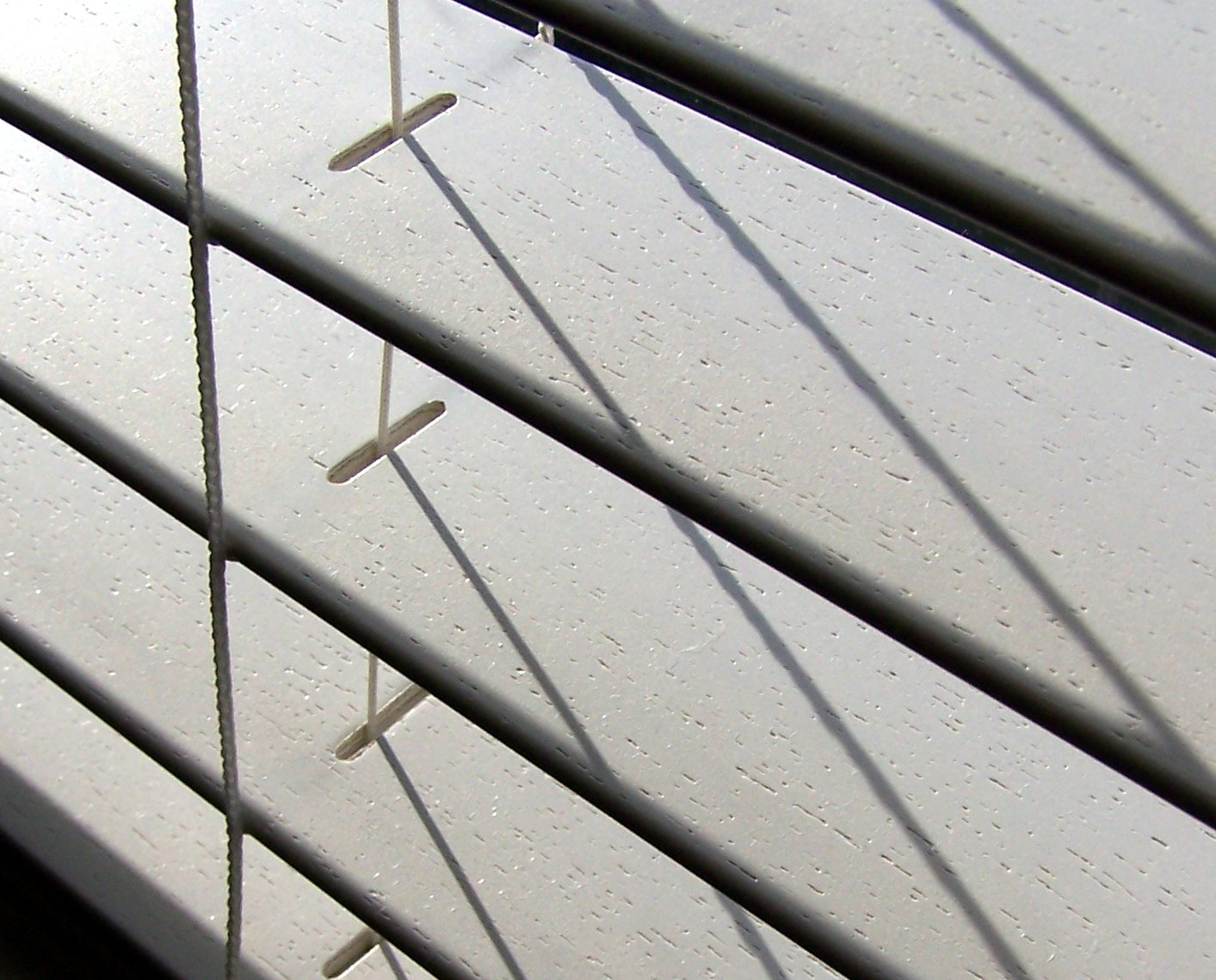
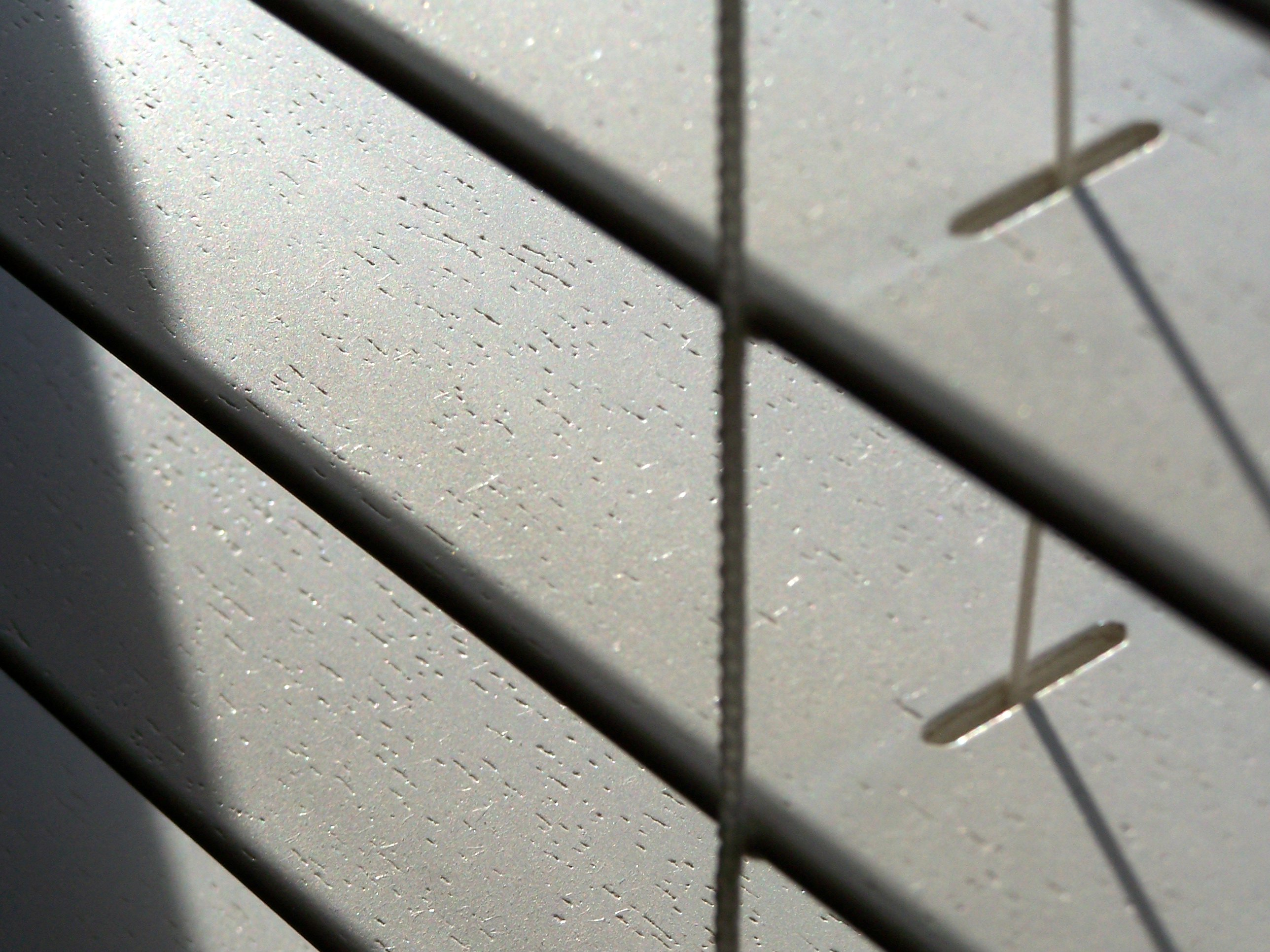
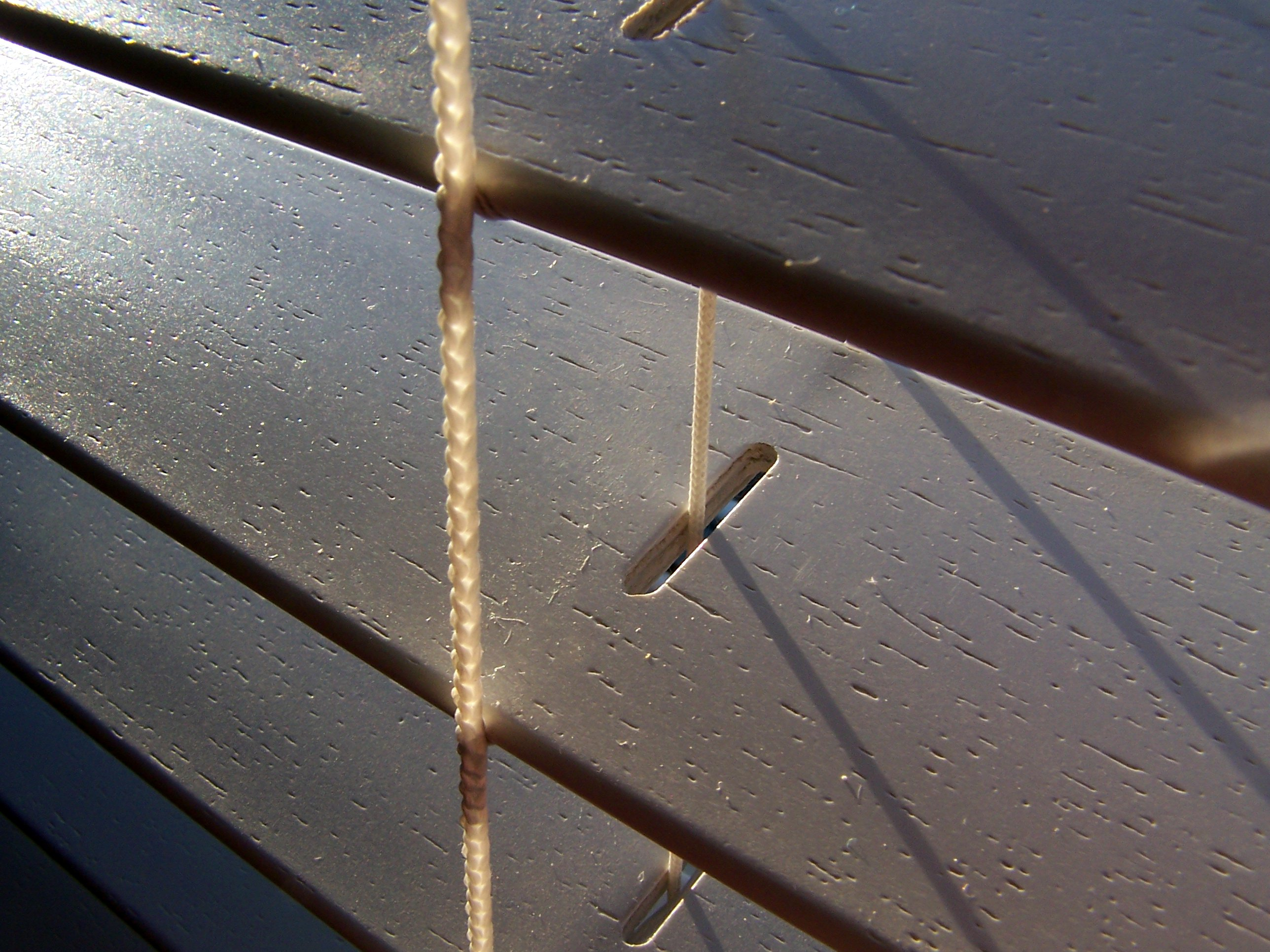
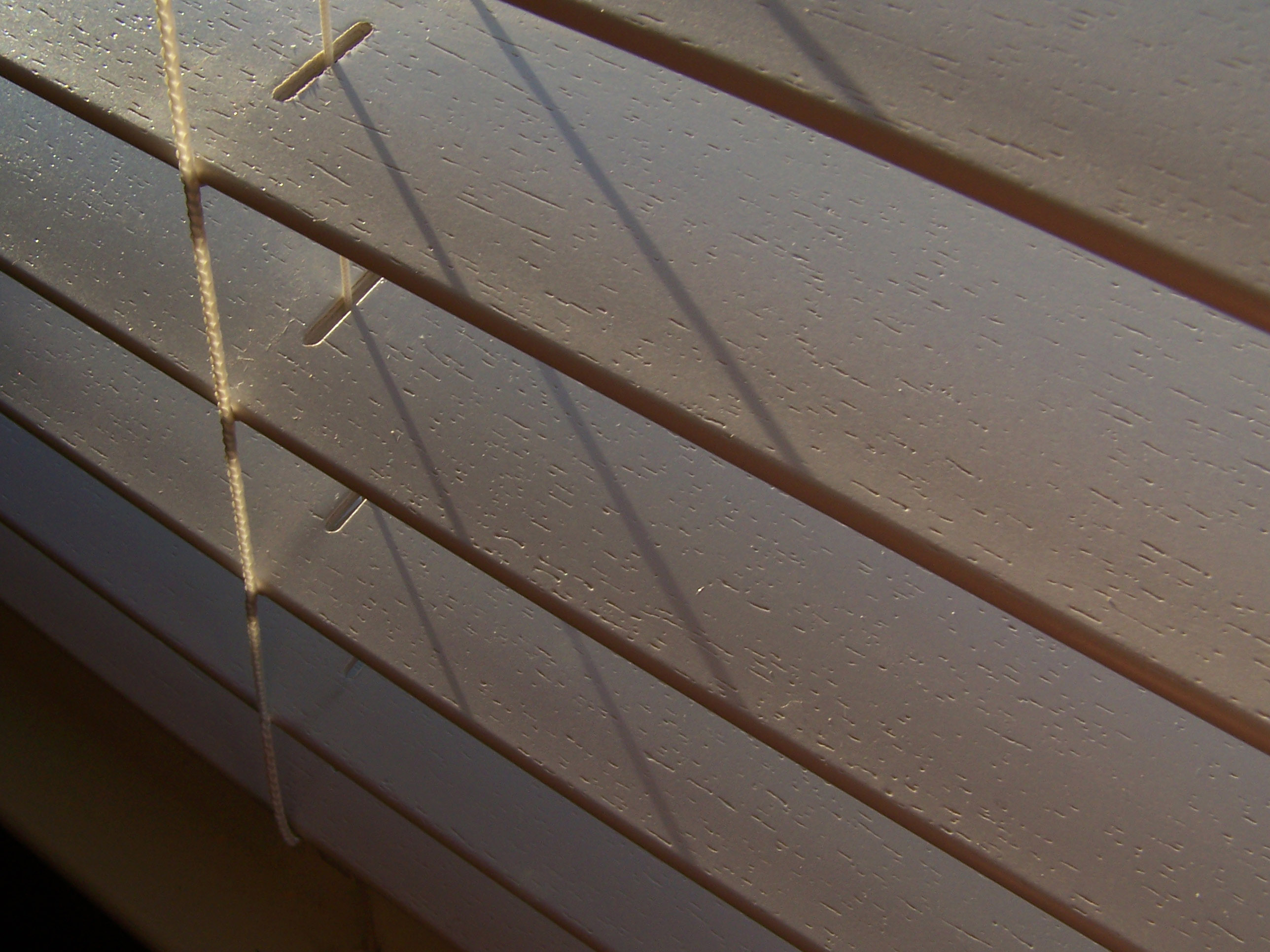
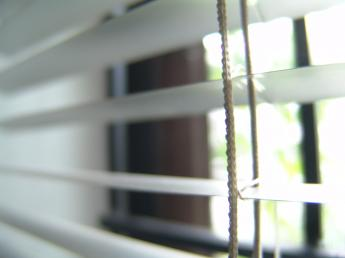
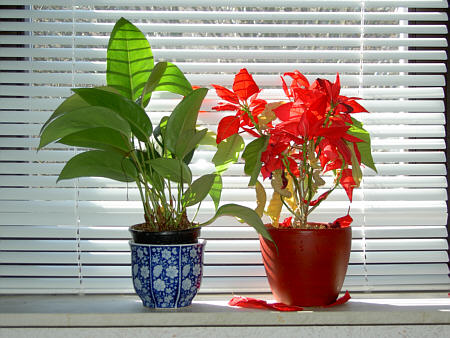
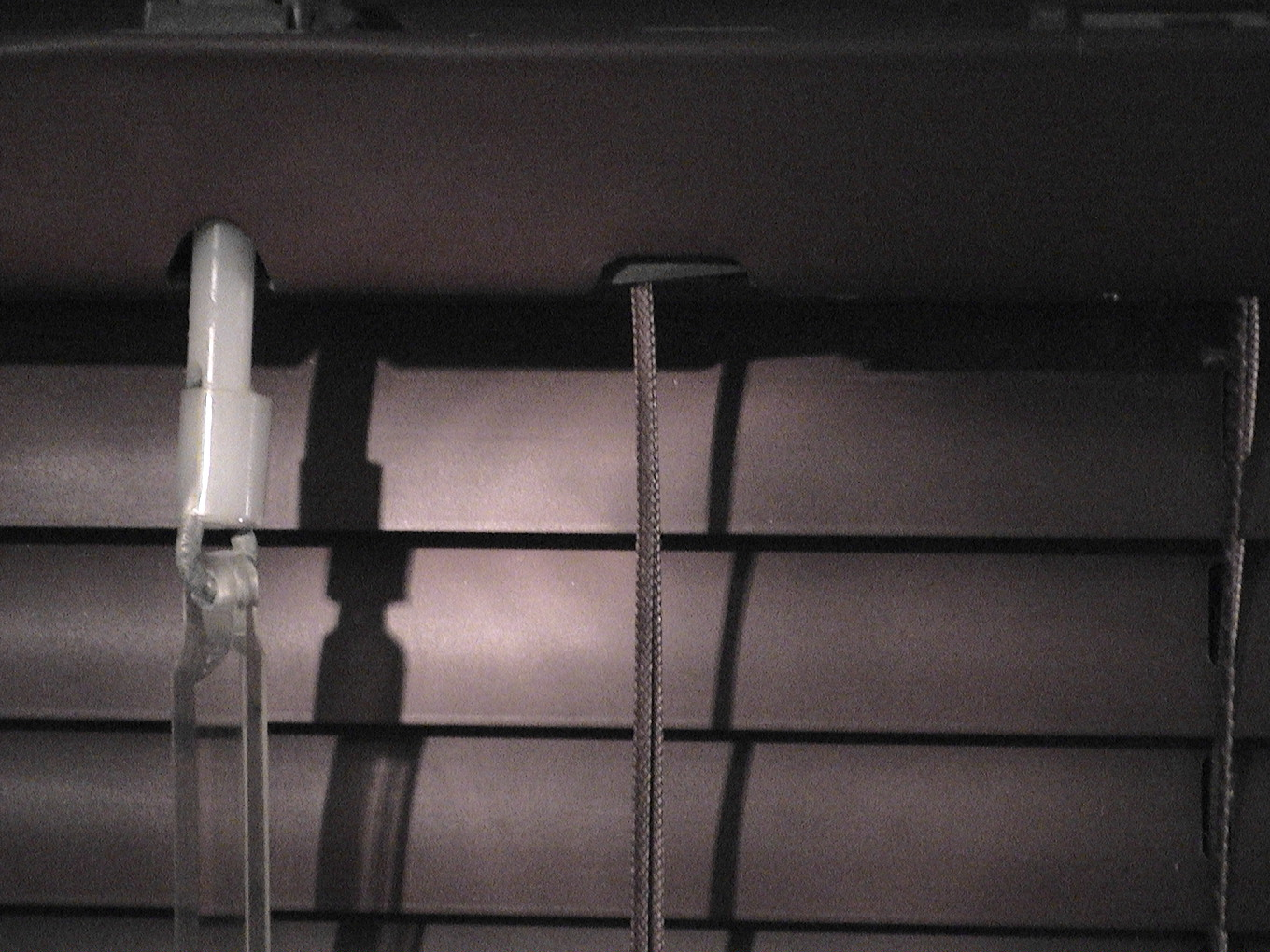
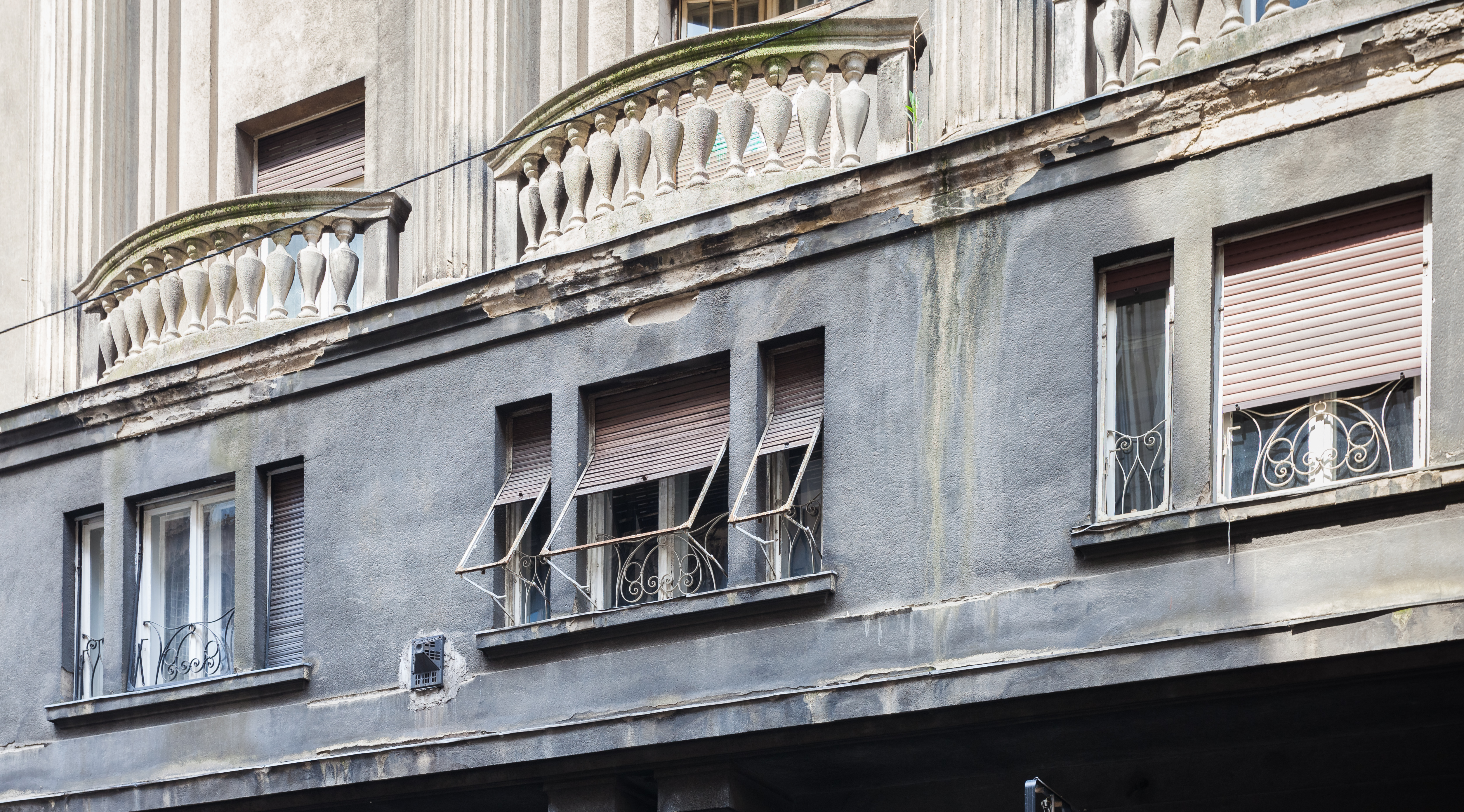
Curiosa persiana que sirve de sombrilla en Zagreb (Croacia)